# Satoshi Ōmura
Satoshi Ōmura (jap. jap. 大村 智 Ōmura Satoshi; ur. 12 lipca 1935 w prefekturze Yamanashi) – japoński biochemik, laureat Nagrody Nobla w dziedzinie fizjologii lub medycyny w roku 2015.
Studiował chemię na Tokyo University of Science, ukończył studia w 1963 roku. Uzyskał stopień doktora nauk farmaceutycznych (w 1968 roku na Uniwersytecie Tokijskim) i chemicznych (w 1970 roku na Tokyo University of Science). W latach 1963–1965 pracował na Yamanashi University, a od 1965 Kitasato Institute.  
Prowadził badania nad żyjącymi w glebie bakteriami z rzędu Streptomyces, znanymi ze zdolności wytwarzania substancji o działaniu przeciwbakteryjnym (m.in. streptomycyny). Opracowanie i rozwinięcie technik badania i izolowania bakterii pozwoliło na wyizolowanie ok. 50 kultur, wśród nich  Streptomyces avermitilis. Badania prowadzone przez Williama Campbella wykazały skuteczność substancji wytwarzanych przez ten szczep w zwalczaniu pasożytów zwierząt domowych i hodowlanych. Wyizolowany przez grupę Campbella składnik aktywny został nazwany awermektyną, jego pochodna iwermektyna została wykorzystana jako środek nicieniobójczy w leczeniu chorób pochodzenia pasożytniczego, m.in. ślepoty rzecznej i filariozy.
Został nagrodzony Nagrodą Asahi za 2014 rok.
W 2015 roku wspólnie z Williamem Campbellem otrzymał Nagrodę Nobla w dziedzinie fizjologii lub medycyny za odkrycia dotyczące terapii infekcji spowodowanych przez pasożytnicze nicienie.